# Bilisht
Bilisht, Bilishti – miasto we wschodniej Albanii, w obwodzie Korcza, stolica okręgu Devoll. Liczba mieszkańców wynosi około 6,4 tys. (2010).
W mieście widoczne są ślady osadnictwa iliryjskiego z I w. p.n.e. Z uwagi na położenie przy drodze z Korczy do Floriny Bilisht jest ważnym ośrodkiem handlowym.
W mieście rozwinął się przemysł mleczarski, winiarski oraz tytoniowy.